# Max Borges y Recio
Max Borges Recio (La Habana, 24 de julio de 1918-Falls Church, Virginia, 18 de enero de 2009), fue un arquitecto cubano exiliado a los Estados Unidos. Estudió en Estados Unidos, donde obtuvo su titulación en el Instituto de Tecnología de Georgia, y más tarde amplió sus estudios en la Escuela de Diseño de la Universidad de Harvard.
Sus obras se vieron altamente influenciadas por su trabajo junto con el arquitecto español Félix Candela, con quien realizaría diversos trabajos en Cuba. Su trabajo más representativo es el Tropicana de 1951, así como el Club Náutico de La Habana.
A partir de 1959, su familia se exilió en los Estados Unidos, donde continuaría en activo junto con su hermano Enrique hasta la década de los ochenta. Gran parte de su obra se encuentra en el área metropolitana de Washington D. C.
Murió a causa de complicaciones cardiacas en su casa de Virginia, el 18 de enero de 2009.

## Premios
Su diseño del Centro Médico y Quirúrgico de El Vedado, fue premiado con el premio del Colegio de Arquitectos de Cuba, en 1948. En el año 2006, fue premiado por la Fundación Cintas, con el premio a toda una carrera.

## Familia
Fue hijo del arquitecto y ministro cubano Max Borges del Junco, y hermano del también arquitecto Enrique Borges Recio. Se casó con Mignon Olmo Garrido el 5 de febrero de 1944 en la iglesia de San Juan de Letrán en La Habana, siendo padre con ella de dos hijos, siendo uno de ellos el también arquitecto Max M. Borges Olmo.

## Obras Representativas
- Casa de Santiago Claret - 1941
- Casa de MArtin Fox - 1941
- Edificio de Apartamentos de Max Borges del Junco - 1943
- Casa de Paula Maza - 1946
- Casa de Max Borges Recio - 1948
- Centro Quirúrgico - 1948
- Tropicana - 1951
- Club Náutico de La Habana - 1953
- Edificio Partagas - 1954
- Edificio Anter - 1954
- Banco Nunez - 1957
- Casa de Alberto Borges - 1957
- Casa de Humberto Tous - 1957